# Đền Bến Dược

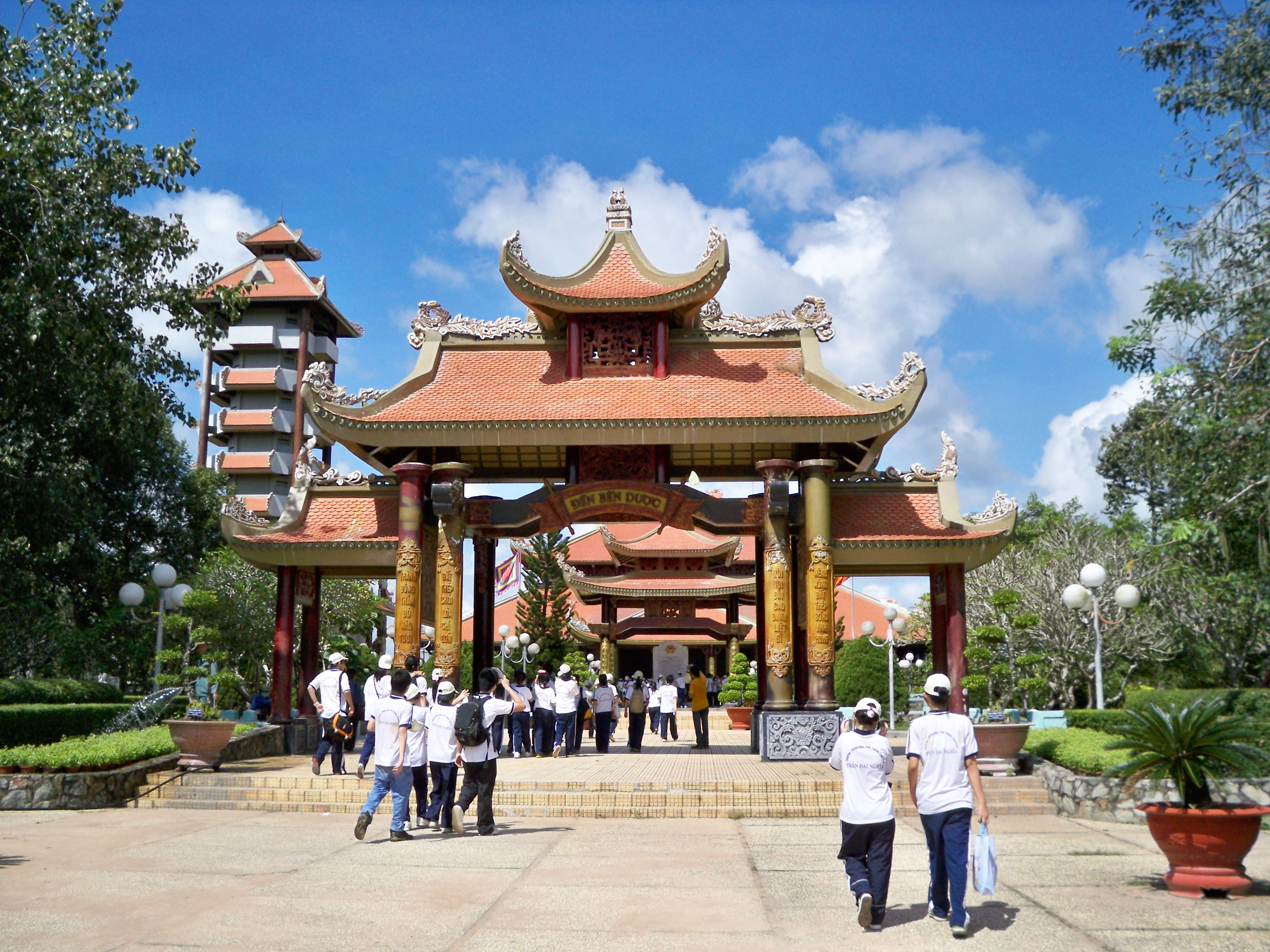
Cổng Tam quan và Nhà văn bia

Đền tưởng niệm Bến Dược - Củ Chi hay còn gọi ngắn gọn là Đền Bến Dược là khu vực tưởng niệm những anh hùng của Việt Minh và Mặt trận Dân tộc Giải phóng miền Nam Việt Nam trong Chiến tranh Đông Dương và Chiến tranh Việt Nam tọa lạc tại huyện Củ Chi, Thành phố Hồ Chí Minh. Ngôi đền nằm trong không gian của địa đạo Củ Chi.

## Lịch sử
Đền được khởi công vào ngày 19 tháng 5 năm 1993 nhân kỷ niệm ngày sinh lần thứ 103 của Chủ tịch Hồ Chí Minh trên một vùng đất rộng 7 ha trong quần thể của khu di tích lịch sử địa đạo Củ Chi. Đền khánh thành giai đoạn 1 vào ngày 19 tháng 12 năm 1995 và bắt đầu đón khách trong và ngoài nước đến tưởng niệm. Đền chọn ngày 19 tháng 12 làm ngày lễ chính thức của đền. Về phong thủy, đền nằm trên một thế đất cực đẹp của vùng Củ Chi.
Hiện là đền tưởng niệm lớn nhất Việt Nam.

## Kiến trúc

### Cổng tam quan

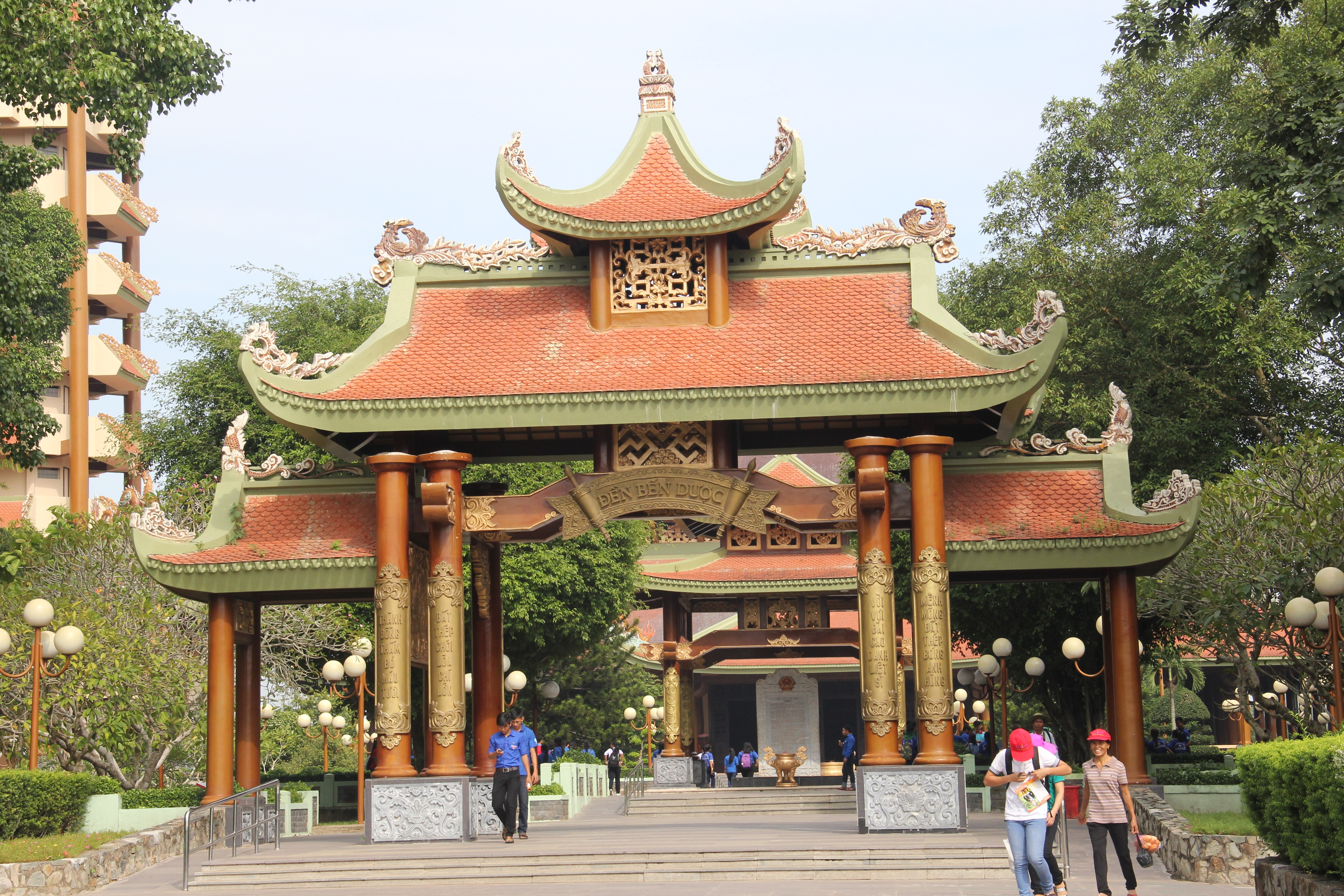
Cổng Tam quan

Được thiết kế theo phong cách cổ truyền của dân tộc với các hàng cột tròn, trên lợp ngói âm dương. Cổng có hoa văn, họa tiết, mái cong của những cổng đình làng nhưng được cách tân bởi những vật liệu mới. Chính giữa cổng tam quan là biển đề: Đền Bến Dược và trên các thân cột là những câu đối của nhà thơ Bảo Định Giang:
Trải tấm lòng son vì đất nước,
Đem dòng máu đỏ giữ quê hương
Lòng biết công ơn nhang thơm một nén
Đời còn bóng dáng sao sáng ngàn năm

### Nhà văn bia

Nhà văn bia

Là một nhà vuông có hai mái, lợp ngói, ở giữa đặt một tấm bia đá cao 3m, ngang 1,7m, dày 0,25m, nặng 3,7 tấn. Tấm bia đá này được lấy từ khối đá nặng 18 tấn ở Ngũ Hành Sơn (Đà Nẵng) và được các nghệ nhân đẽo gọt, chạm khắc những hoa văn độc đáo của dân tộc.
Tấm bia đá khắc bài thơ của Viễn Phương, đây được xem là bản hùng ca về đất và người Củ Chi vực dậy lòng tự hào dân tộc, tự hào về quá khứ hào hùng của cha anh. Bản hùng ca giáo dục thế hệ trẻ với ngôn từ giàu sức biểu cảm, hào hùng và là một trong những bài văn bia được rất nhiều du khách khi đến nơi đều ghi chép lại.
- Nội dung bài văn bia:

Vùng đất sáng ở Miền Nam Tổ quốc, nửa tiếp Trường Sơn, nửa nối đồng bằng. Chống xâm lăng từ Trương Định, Trương Quyền, máu dũng sĩ chảy tràn sông suối.
Thuở đất nước đắm chìm trong tăm tối, Nguyễn Tất Thành tím ruột xót non sông, tìm hướng tương lai, khói phủ Bến Nhà Rồng.
Tiếng máy chém đầu văng trong ánh thép, nhân dân quằn quại dưới xiềng gông, đạn bom rơi xác ngã chất chồng, người chết không yên, tan mồ nát mả. Giặc quyết đẩy dân ta lùi về thời đồ đá.
Tiếng Bác Hồ: "Dù đốt cháy dãy Trường Sơn..." Muôn triệu trái tim sôi sục căm hờn. Đôi tay yếu mẹ đẩy lùi máy chém, tấm thân gầy mẹ cản xích xe tăng. Nước mắt chảy vào tim mẹ tiễn con ra trận. 
"Không có gì quý hơn độc lập tự do" lớp lớp lên đường.
Tuổi trẻ! Tuổi anh hùng như đại bàng vỗ cánh "Đâu có giặc là ta cứ đi!" Thành phố Sài Gòn, vì sao lấp lánh: Thề chết đứng chẳng sống quỳ. Những đoàn quân đẹp tợ thiên thần, đạp đỉnh Trường Sơn, vượt sông Cửu Long tiến về Thành phố.
Đêm lảnh lót tiếng ca quan họ, nghe ngọt ngào điệu hát cải lương, họ mái đẩy ngân nga dìu dặt, giọng bài chòi tha thiết nhớ thương. Mừng họp mặt bốn phương dũng sĩ, quê hương ta ra ngõ gặp anh hùng.
Lính chủ lực về quê mình làm du kích. Cả nước vì Sài Gòn vì cả nước quyết hy sinh.
Moi ruột đất ẩn sâu vào lòng đất, trái tim thành chiến hào, ánh mắt hóa vì sao, bàn tay thành lưỡi kiếm.
Vũ khí thô sơ ngựa trời, mìn gạt, địa đạo dài theo thế trận lòng dân, du kích lập vành đai diệt Mỹ, bắn tỉa ngày đêm xuất quỷ nhập thần.
Biệt động Thành đánh giữa Sài Gòn, tàu chiến sân bay, kho xăng bốc nổ - lòng dân lửa dậy, ngày xuống đường, đêm không ngủ, đạp rào gai, che họng súng, liều thân mình cho Tổ quốc tồn sinh.
Lũ giặc nước kinh tâm, bom tấn, pháo bầy, thần sấm, con ma, B52 rãi thảm.
Thần, người căm giận.
 Ầm, Ầm chiến dịch Hồ Chí Minh.
Như bão gầm, như thác lũ, dũng tướng, tinh binh, bạt núi, san đèo, tiến về Thành phố.
Rạp trời cờ đỏ
Trúc chẻ ngói tan
Quét sạch hung tàn
Quê hương giải phóng
Chiến thắng lớn từ hy sinh to lớn.
Ai đếm khăn tang, ai đong máu chiến trường?
Con của mẹ ra đi không bao giờ trở lại, mẹ khóc mỗi hoàng hôn...chim bay về núi tối rồi.
Máu hồng toả hương chính khí
Nhân kiệt làm nên địa linh.
Đất nước lớn vì nhân dân anh hùng,
Nhân dân lớn vì tấm lòng yêu nước.
Người đang sống nhớ thương người đã khuất,
Khắc đá làm bia dựng giữa đất trời.
Những anh liệt như ngàn sao tỏa sáng,
Đời đời sau chiếu mãi giữa tim người.

### Đền chính

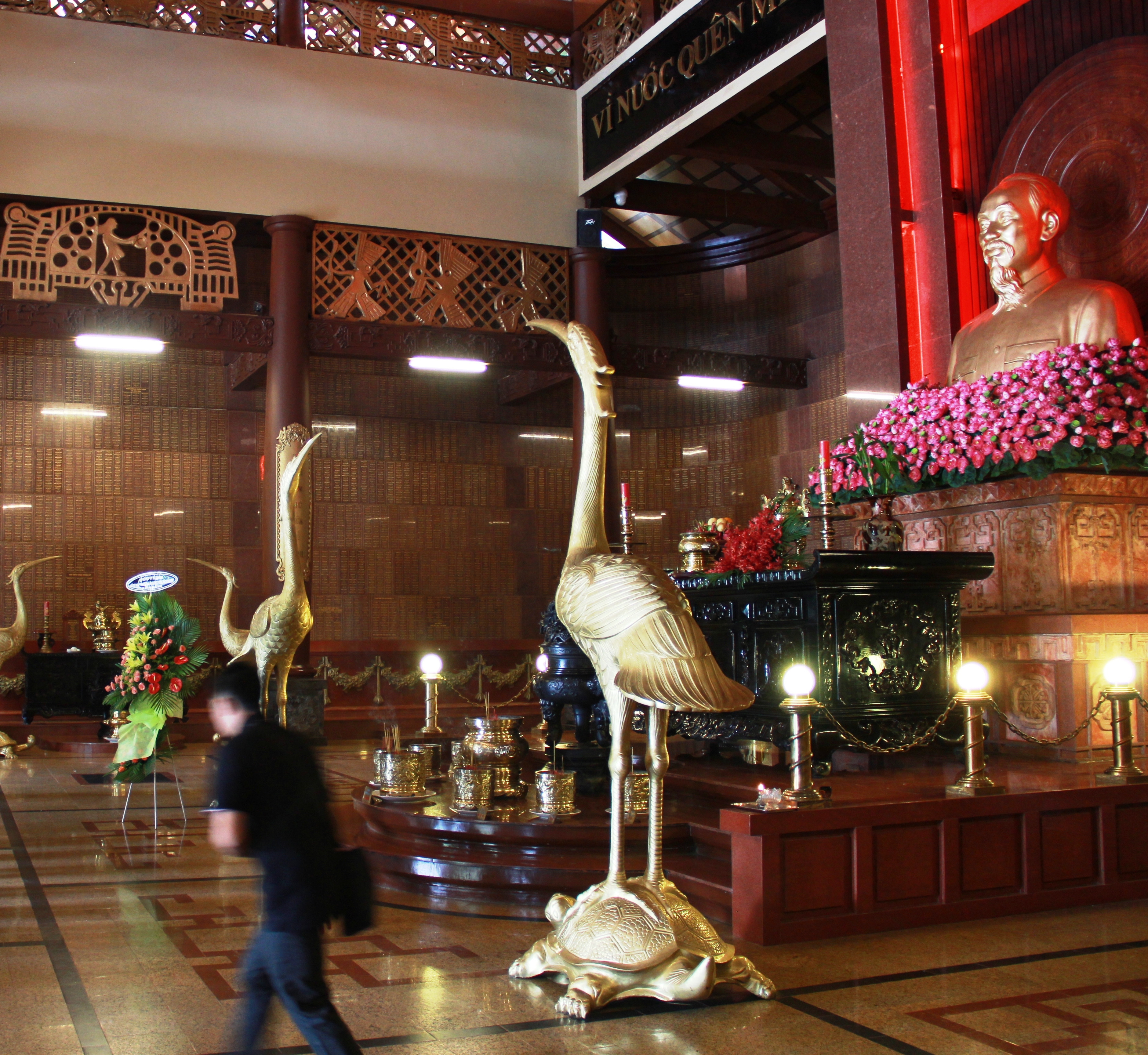
Bên trong Đền Bến Dược

Kiến trúc mang dáng dấp đền đài cổ của Việt Nam.
Điện thờ bố trí theo hình chữ U: trung tâm là bàn thờ tổ quốc trang nghiêm được bố trí theo kiểu đình Việt Nam. Chính giữa có tượng Chủ tịch Hồ Chí Minh, phía trên ghi: 
Vì nước quên mình. 
Tổ quốc ghi công
Đời đời ghi nhớ.
Tả, hữu là hai hương án thờ các bậc tiền hiền tiên liệt và đồng bào, chiến sĩ đã hy sinh, chưa tìm được tên. Hai bên là 2 bức tượng rùa đội hạc oai nghiêm và linh thiêng.
Dọc theo các bậc tường bên trái là tên liệt sĩ khối dân chính Đảng, các bậc tường bên phải là tên liệt sĩ lực lượng võ trang. Đây được xem là nơi ghi danh sách các anh hùng liệt sĩ đã ngã xuống, hy sinh vì đất nước cùng tụ hội về đây.
Có tất cả 44.752 tên anh hùng liệt sĩ được tạc tại gian chính điện cùng phối thờ. Trong đó có: 43.777 liệt sĩ, 11 vị lãnh đạo Đảng Cộng sản Việt Nam, 42 vị Anh Hùng LLVT, 975 Bà mẹ Việt Nam Anh Hùng. Số Liệu tính đến thời điểm ngày 14/12/2012.
Phía bên phải chính điện có để một bộ ngũ liên trống, bên trái là một cái Đại hồng chung.

### Tháp chín tầng

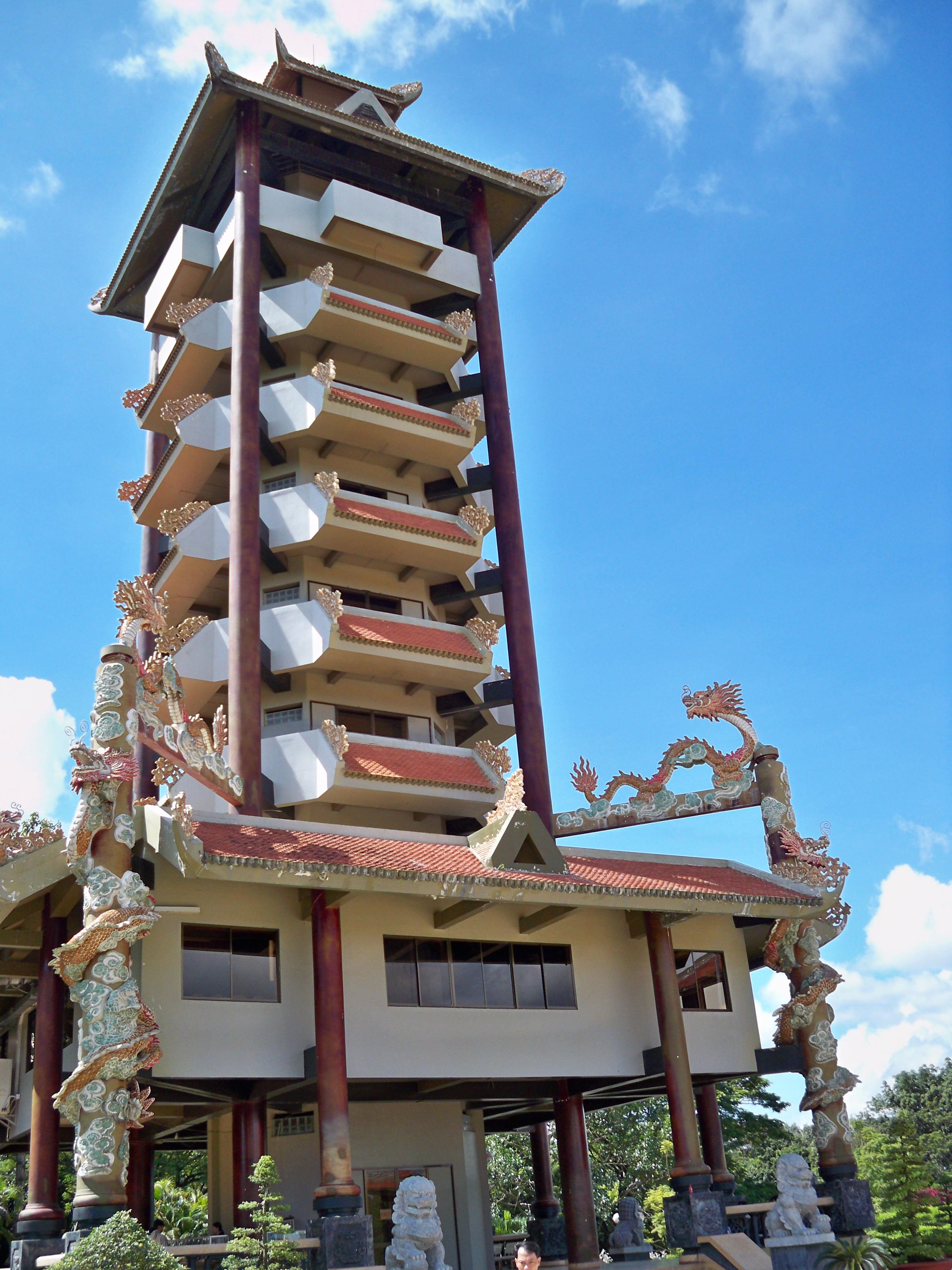
Tháp chính đền Bến Dược

Thể hiện cho sự vươn lên đỉnh cao trong tương lai. Tháp có 9 tầng cao 39m, trên vách tháp có nhiều hoa văn, phù điêu thể hiện cuộc sống và chiến đấu của nhân dân Củ Chi Đất thép thành đồng.

### Hoa viên
Hoa viên rộng lớn là nơi sinh hoạt dã ngoại, và là không gian xanh của khu di tích.

### Tượng

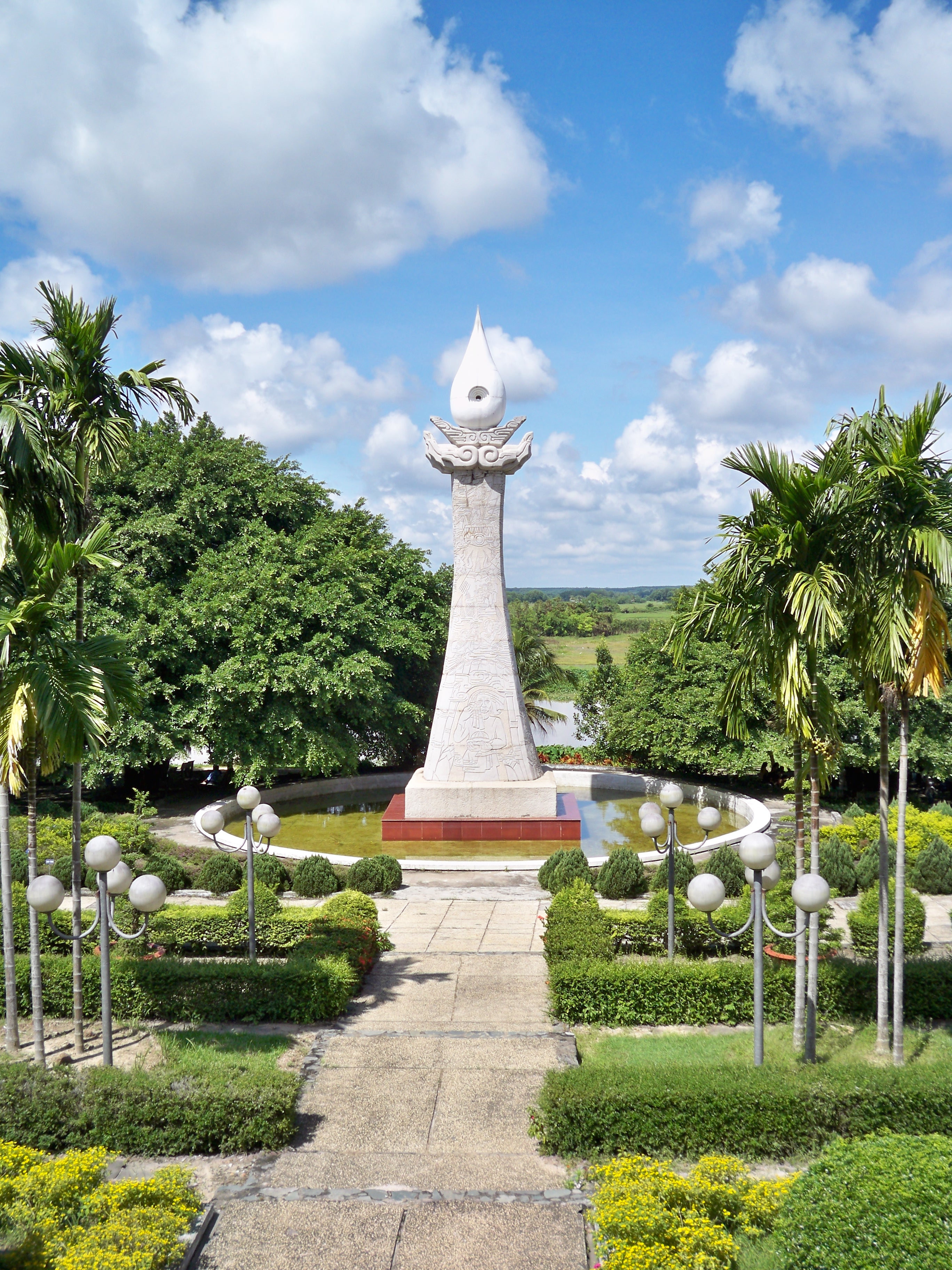
Tượng đài sau đền Bến Dược

Biểu tượng Hồn Thiêng Đất Nước là tượng đài cao 16m, nặng 243 tấn, được làm bằng đá granit đặt giữa vườn hoa mặt hướng ra sông Sài Gòn. Biểu tượng được thể hiện qua hình tượng một giọt nước mắt, khái quát về sự đau thương mất mát của bao thế hệ người Việt Nam đã chiến đấu hy sinh để giữ gìn đất nước.

### Tầng hầm
Tầng hầm của đền có 9 không gian, với chủ đề Sài Gòn Chợ Lớn kiên cường bất khuất, thể hiện lại các sự kiện tiêu biểu trong giai đoạn chiến tranh của quân và dân trong vùng tam giác sắt nói riêng và dân tộc Việt Nam nói chung chống lại cuộc chiến tranh phi nghĩa của đế quốc và bọn tay sai. Các sự kiện ấy được tái hiện sinh động bằng những bức tranh hoành tráng, tượng, sa bàn, hiện vật, mô hình sân khấu hóa, các loại hình nghệ thuật kiến trúc, điêu khắc...

### Tranh gốm

Bức tranh kỷ lục Việt Nam

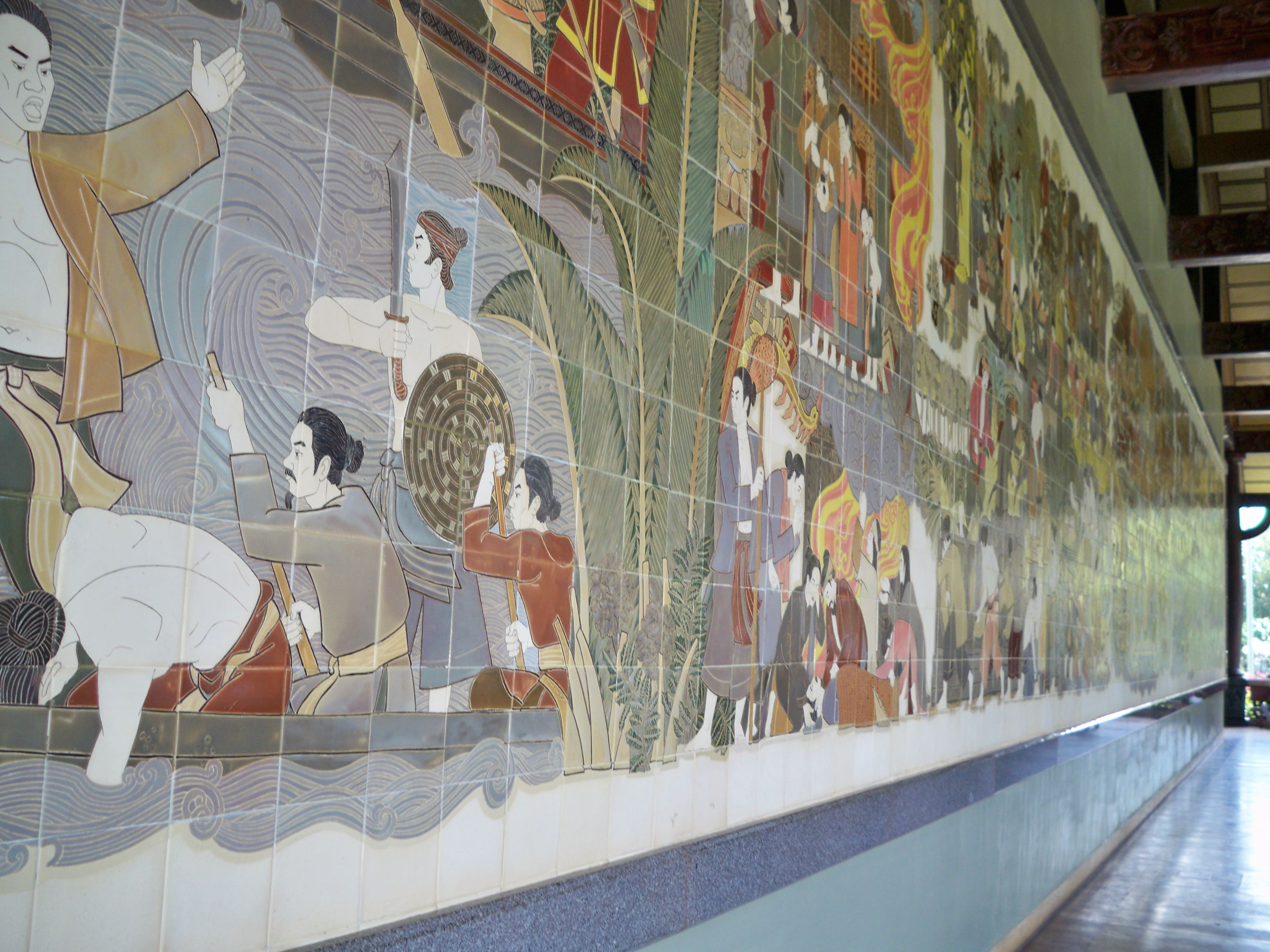
Tranh gốm lớn nhất Việt Nam

Bức tranh gốm này gồm 3 tấm, ốp trên tường mặt ngoài của đền Bến Dược (Củ Chi) vào tháng 8/2001. 
Tác phẩm do các giảng viên - họa sĩ trường Đại học Mỹ thuật Thành phố Hồ Chí Minh thể hiện qua ba bức tranh tường hoành tráng, ca ngợi lịch sử khai phá, xây dựng và bảo vệ vùng đất Sài Gòn - Gia Định từ xưa đến ngày đại thắng mùa xuân 1975.
Tranh được ghép bởi các viên gạch gốm kích thước 20 x 20 cm và 10 x 10 cm. Bức thứ nhất diễn tả nội dung "Dân khai hoang, Thần lập xứ", thể hiện 5 chương: chương thứ nhất: đấu tranh với thiên nhiên trong quá trình chinh phục miền đất mới; chương thứ hai là khai hoang; chương thứ ba: ở giữa là người có công mở đất: Lễ thành hầu Nguyễn Hữu Cảnh, bên phải mô tả sinh hoạt kinh tế: xây thành, lập chợ…, bên trái là sinh hoạt văn hóa như: đám rước, múa lân; chương thứ tư là thành quả trong cuộc sống và chương thứ năm là đấu tranh chống xâm lược.
Bức này do 3 giảng viên của trường Đại học Mỹ thuật sáng tác và thi công: Nguyễn Trung Tín, Nguyễn Đức Hòa, Nguyễn Quang Cảnh. Bức thứ hai thể hiện nội dung "Sức tiếp sức chống xâm lăng", tác phẩm này cũng thể hiện năm nội dung: đường Hồ Chí Minh trên biển, chi viện từ hậu phương lớn, xẻ dọc Trường Sơn đi cứu nước, lớp lớp thanh niên lên đường, chi viện tại chỗ: miền núi, Tây Nguyên, đồng bằng. Chi viện từ trong lòng địch và cuối cùng là hoạt động nội thành. 
Tác phẩm này do các họa sĩ: Lê Đàn, Phan Hoài Phi, Phan Phương Trực, Nguyễn Xuân Đông, Đỗ Mạnh Cường thể hiện. Bức cuối cùng thể hiện hai giai đoạn lịch sử. Phần một "Nhân dân ta bị đô hộ áp bức", phần hai là "Đoàn kết, đấu tranh giành thắng lợi". Tác phẩm này do ba giảng viên thực hiện đó là họa sĩ Hoàng Trầm, Nguyễn Quang Vinh, Nguyễn Huy Khôi.
Để hoàn thành bức tranh gốm lớn nhất này các họa sĩ đã làm việc liên tục bốn năm với hàng trăm phác thảo, thể hiện trên giấy theo tỷ lệ 1/1, rồi lại thể hiện lên gạch gốm sau đó tô màu, rồi phơi cho khô màu và đem bỏ lò nung thử nghiệm nhiều lần tại lò gốm của ông Nguyễn Hải Bằng, xã Phú Mỹ, tỉnh Bình Dương.